# Новопокровка (Северный район)
Новопокровка — деревня в Северном районе Новосибирской области России. Входит в состав Новотроицкого сельсовета.

## География
Площадь деревни — 13 гектаров.

## История
Основана в 1906 г. В 1928 г. деревня Ново-Покровская состояла из 66 хозяйств, основное население — белоруссы. В административном отношении входила в состав Ново-Троицкого сельсовета Ново-Троицкого района Барабинского округа Сибирского края.

## Население
| 2002 | 2007 | 2010 |
| ---- | ---- | ---- |
| 22   | ↘18  | ↗21  |

## Инфраструктура
В деревне по данным на 2007 год отсутствует социальная инфраструктура.